# Colonia (Micronésia)
Colonia é a capital dos estado de Yap,  Estados Federados da Micronésia. Administra a ilha de Yap propriamente dita e 130 atóis. Em 2003, tinha 6.300 habitantes. Colonia tem vários hotéis e um porto.